# Hesperodiaptomus kenai
Hesperodiaptomus kenai är en kräftdjursart som först beskrevs av M. S. Wilson 1953.  Hesperodiaptomus kenai ingår i släktet Hesperodiaptomus och familjen Diaptomidae. Inga underarter finns listade i Catalogue of Life.